# سنگ‌نگاشته (جانور)
گراپتولیت (Graptolite) یا سنگ‌نگاشته جانوری بود دریایی که از روی سنگواره‌های باقی‌مانده شناخته شده و فسیل‌های آن بیشتر مربوط به بازه کامبرین زبرین تا کربونیفر زیرین است. رده‌ای که گراپتولیت‌ها به آن تعلق دارند سنگ‌نگاشتگان Graptolithina نام دارد.
نام گراپتولیت از یونانی آمده و به معنای «نوشته بر سنگ» است و علت این نام‌گذاری این است که شکل فسیل‌های گراپتولیت مانند نوشته‌هایی هیروگلیفی بر روی سنگ است.
گراپتولیت‌ها از فسیل‌های بسیار با اهمیت در چینه‌شناسی سامانه‌های اردوویسین و سیلورین می‌باشند. فسیل گراپتولیت‌ها به صورت بقایای کربنی پهن و فشرده، دوبعدی یا به‌طور استثنایی به صورت سه‌بعدی یافت می‌شوند.
از میان گراپتولیت‌ها گونه Dictyonema flabelliforme مشخصه اردوویسین زیرین است. اعضای سرده Didymograptus از گراپتولیت‌ها مشخصه اردوویسین میانی هستند.

## ریخت‌شناسی

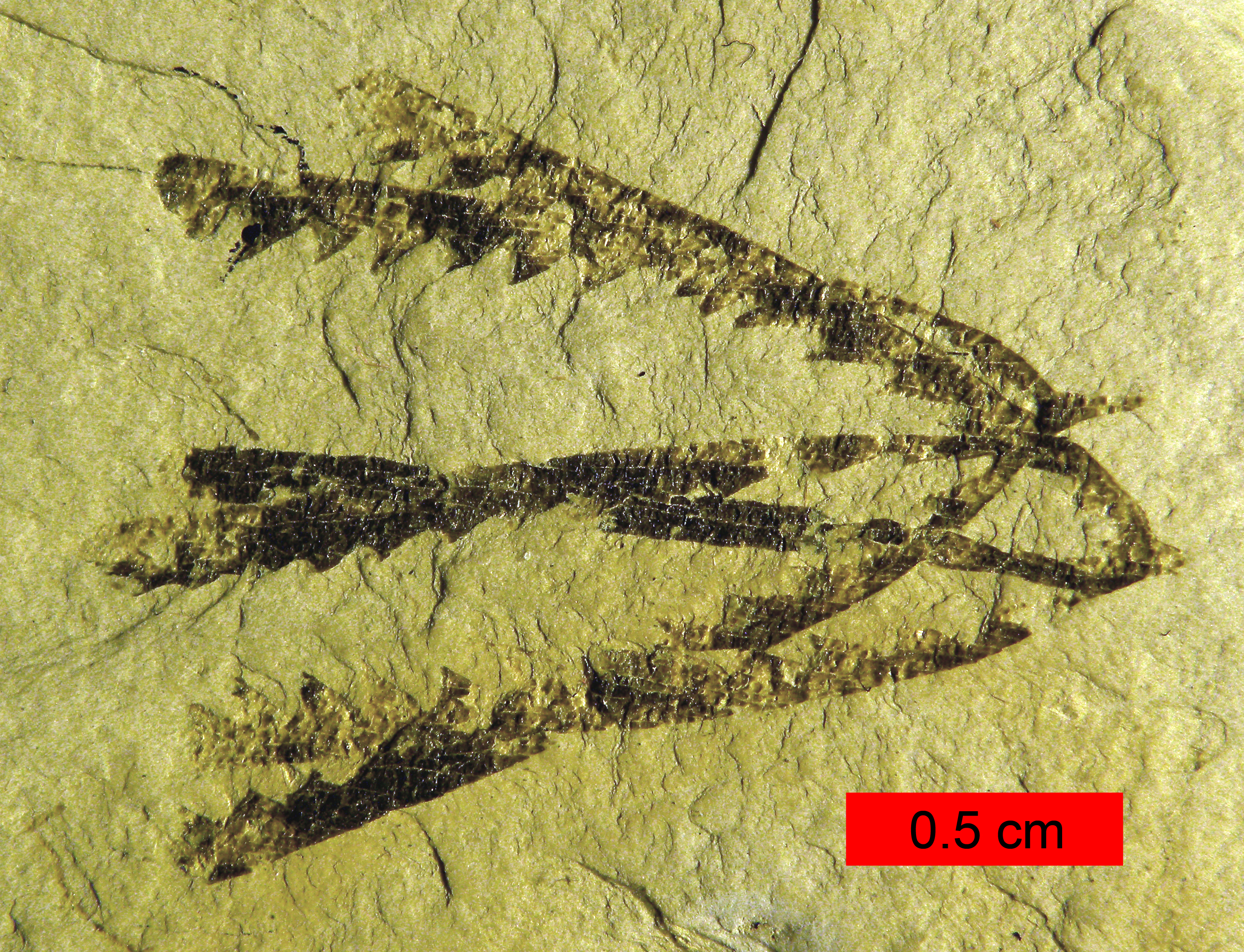
Pendeograptus fruticosus

به هر کلنی گراپتولیت‌ها میله‌تَن rhabdosome گفته می‌شود. میله‌تن‌ها تعداد مختلفی شاخه دارند که به این شاخه‌ها پایک stipes گفته می‌شود. پایک‌ها از یک قسمت اولیه فنجان‌مانند کوچک مخروطی که خنجرک sicula نام دارد مشتق شده و رشد می‌کنند. بخشی از خنجرک که در آغاز تشکیل موجود ایجاد شده است و به صورت یک واحد مخروطی ترشح می‌گردد پیش‌خنجرک Prosicula نام دارد.
پایک‌های مشتق از خنجرک یا آزادند یا توسط رابط‌های کوتاه به هم متصل می‌باشند. در امتداد هر پایک، افراد سازنده کلنی که به آن‌ها حُجره theca گفته می‌شود به صورت فنجان‌های کوچک مشاهده می‌شوند. حجره‌ها بر روی یکدیگر پوشش داشته و در درون هر کدامشان یک فرد کلنی که زیاوار zooid نامیده می‌شود زیست دارد.
با توجه به اندازه، شکل، موقعیت قرار گرفتن و کاری که حجره‌ها انجام می‌دهد، آنها را به سه نوع تقسیم می‌کنند:
حجره ماده‌دار Autotheca: که احتمالاً شامل زیاوار ماده است.
حجره نردار Bitheca: که احتمالاً شامل زیاوار نر است.
حجره ساقک‌دار Stolotheca: که بخشی از دو نوع حجره یادشده است و این نوع حجره است که ساقک stolon در آن قرار گرفته و جوانه را ایجاد می‌کند.
هر ردیف از حجره‌ها به وسیله لوله‌های بسیار ریز و ظریفی به نام میلچه virgula به همدیگر محکم بسته می‌شوند. میلچه طویل‌شدگی رشته‌مانند توخالی ناحیهٔ رأس پیش‌خنجرک است. واژه میلچه در مواقعی بکار می‌رود که این ساختار بوسیلهٔ بخش‌های دیگر پوشیده باشد مانند میله‌تن‌های قائم. در مواقعی که این ساختار آشکار باشد (مانند تمامی گراپتولیت‌ها به جز میله‌تن‌های قائم) به جای میلچه از واژه نخچه nema استفاده می‌شود.
جنس اسکلت گراپتولیت از کیتین است و از دو لایه بیرونی و درونی تشکیل شده است. بافت لایهٔ درونی بافت فوزلار fusellar نامیده می‌شود که از بلوک‌های مجزایی از مواد ساخته شده است. بافت لایه بیرونی بافت قشری cortical نام دارد. مجموع بافت‌های فوزلار و قشری را پیراپوست periderm می‌گویند.